# Wilfried Zankl
Wilfried Zankl (* 24. Juni 1976 in Wien) ist ein österreichischer Politiker (SPÖ). Seit März 2019 ist er Bezirksvorsteher des 12. Wiener Gemeindebezirks Meidling.

## Leben
Wilfried Zankl besuchte nach der Volksschule Bischoffgasse und dem Bundesrealgymnasium Rosasgasse die Fachrichtung Maschinenbau-Gießereitechnik an der HTL Wien 10, wo er 1996 maturierte. Anschließend war er in einem Baubüro tätig. Seit 2000 ist er Referent bei der Magistratsabteilung 39, der Prüf-, Überwachungs- und Zertifizierungsstelle der Stadt Wien, seit 2002 ist er stellvertretender Laborleiter des Tiefbaulabors.
Seine politische Laufbahn begann er 2000 in der SPÖ Wien-Meidling, wo er von 2002 bis 2011 als Vorsitzender der Jungen Generation fungierte. Von 2008 bis 2012 war er außerdem Vorsitzender der Jungen Generation der SPÖ Wien.
Ab 2006 gehörte er als Bezirksrat der Bezirksvertretung in Meidling an, von 2008 bis 2013 war er dort Vorsitzender der Verkehrskommission und ab 2013 Vorsitzender des Bauausschusses. Ab 2015 fungierte er als Stellvertreter von Bezirksvorsteherin Gabriele Votava. Am 29. März 2019 legte Votava das Amt der Bezirksvorsteherin nach 16 Jahren zurück, Zankl wurde in der Sitzung der Bezirksvertretung zum Bezirksvorsteher gewählt und von Gesundheits- und Sozialstadtrat Peter Hacker angelobt. Neue Bezirksvorsteher-Stellvertreterin wurde Katharina Weninger.
Bei der Bezirksvertretungswahl 2020 erreichte die SPÖ in Meidling 42,0 %, ein Plus von 3,17 %. Am 25. November 2020 wurde Zankl als Bezirksvorsteher für fünf Jahre bestätigt, als seine Stellvertreterin wurde Barbara Marx angelobt.
Zankl ist Vater zweier Töchter. Seine Großmutter war ebenfalls Bezirksrätin in Meidling.